# Jane de Wet
Jane de Wet es una actriz y bailarina sudafricana.

## Biografía
De Wet es nativa de Somerset West, Provincia del Cabo Occidental. Completó la Licenciatura en Comunicaciones en la Universidad de Stellenbosch en 2017.

## Carrera profesional
Debutó en teatro y fue nombrada actriz más prometedora en el ATKV Tienertoneelfees 2012. En 2014, ganó la categoría Mejor Actriz en los premios ATKV Tienertoneelfees, Durbanville Tienertoneelfees y Fraserburg Logan Toneelfees.
En 2019, interpretó a Alexis "Lexi" Summerveld en la serie de Showmax, The Girl from St. Agnes. El mismo año, debutó en cine con un papel menor en Moffie y como Marthella Steencamp en Griekwastad. Por este último, ganó el premio talento joven más prometedor en el kykNET Silver Screen Film Festival de 2020 y recibió una nominación a Mejor Actriz de Reparto en un Largometraje en los Premios de Cine y Televisión de Sudáfrica 2021.
En 2020, participó en la serie de Vuzu Still Breathing y en las películas para televisión Rage and Parable. En 2021, se unió al reparto de Steynhof como Adri von Tonder. Tuvo un papel recurrente como Alice Band en la adaptación de The Watch de Terry Pratchett e interpretó a Jackie en la nueva versión de Slumber Party Massacre.

## Filmografía

### Películas
| Año  | Título                 | Rol                 | Notas        |
| ---- | ---------------------- | ------------------- | ------------ |
| 2019 | Griekwastad            | Marthella Steenkamp |              |
| 2019 | Moffie                 | Donna               |              |
| 2020 | Connected              | Sarah (joven)       | Cortometraje |
| 2021 | Slumber Party Massacre | Jackie              | [ 7 ]        |
| TBA  | Vlugtig                | Chantel Opperman    |              |

### Televisión
| Año  | Título                  | Rol             | Notas                    |
| ---- | ----------------------- | --------------- | ------------------------ |
| 2019 | The Girl from St. Agnes | Lexi Summerveld | Protagonista             |
| 2019 | Trackers                | Mesera          | 1 episodio               |
| 2020 | Projek Dina             | Melanie de Beer | 1 episodio               |
| 2020 | Still Breathing         | Tegan           | [ 5 ]                    |
| 2020 | Rage                    | Roxy            | Película para televisión |
| 2020 | Parable                 | Esther          | Película para televisión |
| 2021 | The Watch               | Alice Band      | 3 episodios              |
| 2021 | The Other Side          | Jane            |                          |
| 2021 | Spoorloos: Steynhof     | Adri von Tonder | Protagonista             |

## Teatro
| Año       | Título         | Papel     | Notas                                    |
| --------- | -------------- | --------- | ---------------------------------------- |
| 2016-2017 | Hasta la vista | Bailarín  | Festival Nacional de las Artes, Kalk Bay |
| 2017      | Drif           | Ezmeralda | Woordfees                                |
| 2019      | Die Vertrek    |           | Youngblood Gallery, Ciudad del Cabo      |

## Premios y nominaciones
| Año  | Premiación                                      | Categoría                              | Trabajo nominado | Resultado | Ref.   |
| ---- | ----------------------------------------------- | -------------------------------------- | ---------------- | --------- | ------ |
| 2020 | Festival de Cine de Pantalla de Plata de kykNET | Talento joven más prometedor           | Griekwastad      | Ganadora  | [ 4 ]  |
| 2021 | Premios de Cine y Televisión de Sudáfrica       | Mejor actriz de reparto - Largometraje | Griekwastad      | Nominada  | [ 11 ] |